# トミー・フラワーズ
トーマス・ハロルド・フラワーズ（英: Thomas Harold Flowers、1905年12月22日 - 1998年10月28日）は、イングランドの技術者である。通称はトミー・フラワーズ (Tommy Flowers)。第二次世界大戦中、ドイツの暗号を解読するため世界初のプログラム可能なデジタル電子計算機 Colossus を設計した。

## 前半生
1905年12月22日、ロンドン、イーストエンドのポプラーで、煉瓦職人の息子として生まれた。ウーリジの王立兵器工場ロイヤルアーセナルで機械工見習いとして働きつつ、ロンドン大学の夜間コースで電気工学を学んだ。1926年、ロンドン郵便本局 (GPO) の電気通信部門で働くようになり、1930年にはロンドン北西のドリスヒルにある研究所勤務となった。1935年、アイリーン・マーガレット・グリーンと結婚。後に2人の子ジョンとケネスをもうけた。
1935年以降、電話交換機に電子工学を応用する研究を行った。1939年、全てを電子化することが可能だとの確信を得ている。このような電子工学の素養が、第二次世界大戦中のコンピュータ設計において発揮された。

## 第二次世界大戦
戦時中の暗号解読を行っていた部門と最初に接触したのは、アラン・チューリングから助言を求められたときである。当時チューリングはロンドンの北西50マイルのバッキンガムシャーにあるブレッチリー・パークにおり、そこは政府の暗号解読施設になっていた。チューリングはドイツのエニグマ暗号解読の補助となるリレーを使った装置 Bombe を開発しており、フラワーズにそれを発展させたデコーダを作ってもらおうと考えていた。デコーダ開発プロジェクトは中止となったが、チューリングはフラワーズの能力に感銘し、彼をマックス・ニューマンに紹介した。ニューマンは、ドイツのテレタイプ端末 Lorenz SZ42 が生成する暗号（イギリスでは "Tunny" と呼ばれていた）を解読する部署を指揮していた。これはエニグマよりも複雑な暗号体系であり、試してみなければならない組み合わせが多すぎて、人手での解読は現実的ではなかった。1943年2月、フラワーズは Colossus と名付けられることになる電子システムを提案。1,800本以上の真空管を使う設計だった。それ以前の最も複雑な電子装置でも真空管を150本ほどしか使っていなかったため、そんな大量の真空管を使った装置はとても動かないと疑問視する向きもあった。フラワーズは、イギリスの電話網では既に数千個の真空管を使っているが、常に電源をオンにしているという安定した環境なので高い信頼性で機能していると反論した。ブレッチリー・パークの上層部は確信を持てなかったが、フラワーズがそのまま開発を進めることは黙認した。そこでフラワーズは自腹を切ってまでプロジェクトを進めた。1943年6月2日、大英帝国勲章 (MBE) を受章。
ドリスヒルの研究所所長W・G・ラドリーはフラワーズのプロジェクトを完全に支持していた。優先的に部品を融通してくれたおかげで、フラワーズ率いるドリスヒルの専門家チームは11カ月でマシンを完成させた。非常に巨大だったため、ブレッチリー・パークのスタッフはそれを Colossus と命名した。電気機械式の従来の暗号解析装置 Heath Robinson に比べると、5倍も高速で、はるかに柔軟性があった。さらにコンピュータが必要になることを予想し、1号機が完成する前から2,400本の真空管を使用する Mark 2 の設計を開始している。
最初の Colossus Mark 2 は、1944年6月1日にブレッチリー・パークで運用を開始し、間もなく6月5日に計画されていたD-デイ（悪天候で実際には1日延期された）にとって重要な情報の解読に成功した。フラワーズは後に、ドワイト・D・アイゼンハワーおよび彼のスタッフと6月5日に行った重要なミーティングについて詳述しており、急使が部屋に入ってきてアイゼンハワーにColossusの暗号解読結果の要約ノートを手渡したと述べている。その内容は、ヒトラーが連合軍のノルマンディー上陸作戦準備を偽装だと考えており、ノルマンディーへの追加部隊派遣を不要としている、という内容だった。ノートを返したアイゼンハワーは、「明日、決行する」とスタッフに告げた。
後に、フラワーズはそれらコンピュータの設計と構築について文書を残している。Colossusは10台完成し、第二次世界大戦中のイギリスでの暗号解読に役立てられた。11台目は終戦のころにほぼ完成していた。そのうち2台を除いて、全て終戦と共に廃棄された。残った2台はチェルトナムにあるイギリスの諜報部門GCHQに移され、冷戦下の暗号解読で大きな役割を果たしたと言われている。それらも最終的に1959年と1960年に退役となった。

## 戦後
戦後、政府は1,000ポンドをフラワーズに与えたが、Colossus製作にフラワーズが自腹を切ったぶんには足りなかった。皮肉なことに、フラワーズはColossusのようなコンピュータを事業化するため銀行に融資を申し込んだが、銀行はそんな機械が動作するとは信じられず、融資しなかった。Colossusのことは機密扱いだったため、銀行に対して既に作ったことがあるとは言えなかったのである。その業績は1970年代まで一般に知られることはなかった。家族も、何か秘密の重要なことを戦時中にやっていたということしか知らなかった。戦後も英国中央郵便本局研究所に勤務し、交換局部門の責任者となった。世界に先駆けて完全電子式の電話交換機を研究し、1950年には基本設計を完成させ、それがハイゲイトウッド電話交換局（電子交換機の試験運用局）へと結実した。また、ERNIEという電子式乱数発生器の開発にも関与した（くじ付き債券の抽選用）。1964年、Standard Telephones and Cables Ltd. の先進開発部門の責任者となり、完全電子式電話交換機の開発を継続してパルス振幅変調の交換技術などを研究、1969年に引退した。
1976年、電話交換技術に関する著書 Introduction to Exchange Systems を出版。
1993年、PCを使った情報処理の基礎コースを修了し、Hendon College から証明書を受け取った。
1998年、92歳で死去し、妻と2人の息子が残された。英国中央郵便本局研究所がかつてあった場所（現在は住宅地）にはフラワーズの記念碑があり、その通りは Flowers Close と呼ばれている。2010年11月、若者向けの情報技術教育センター Tommy Flowers Centre がオープンした。このセンターは既に閉鎖されたが、建物名は "Tommy Flowers Centre" のままとなっている。